# Gomphus graslinellus
Gomphus graslinellus är en trollsländeart som beskrevs av Walsh 1862. Gomphus graslinellus ingår i släktet Gomphus och familjen flodtrollsländor. Inga underarter finns listade i Catalogue of Life.